# Belprahon
Belprahon là một đô thị ở huyện Moutier ở bang Bern ở Thụy Sĩ. Đô thị này có diện tích 3,79 km², dân số năm 2005 là 327 người. Đô thị này toạ lạc ở Bernese Jura (Jura Bernois) nói tiếng Pháp.

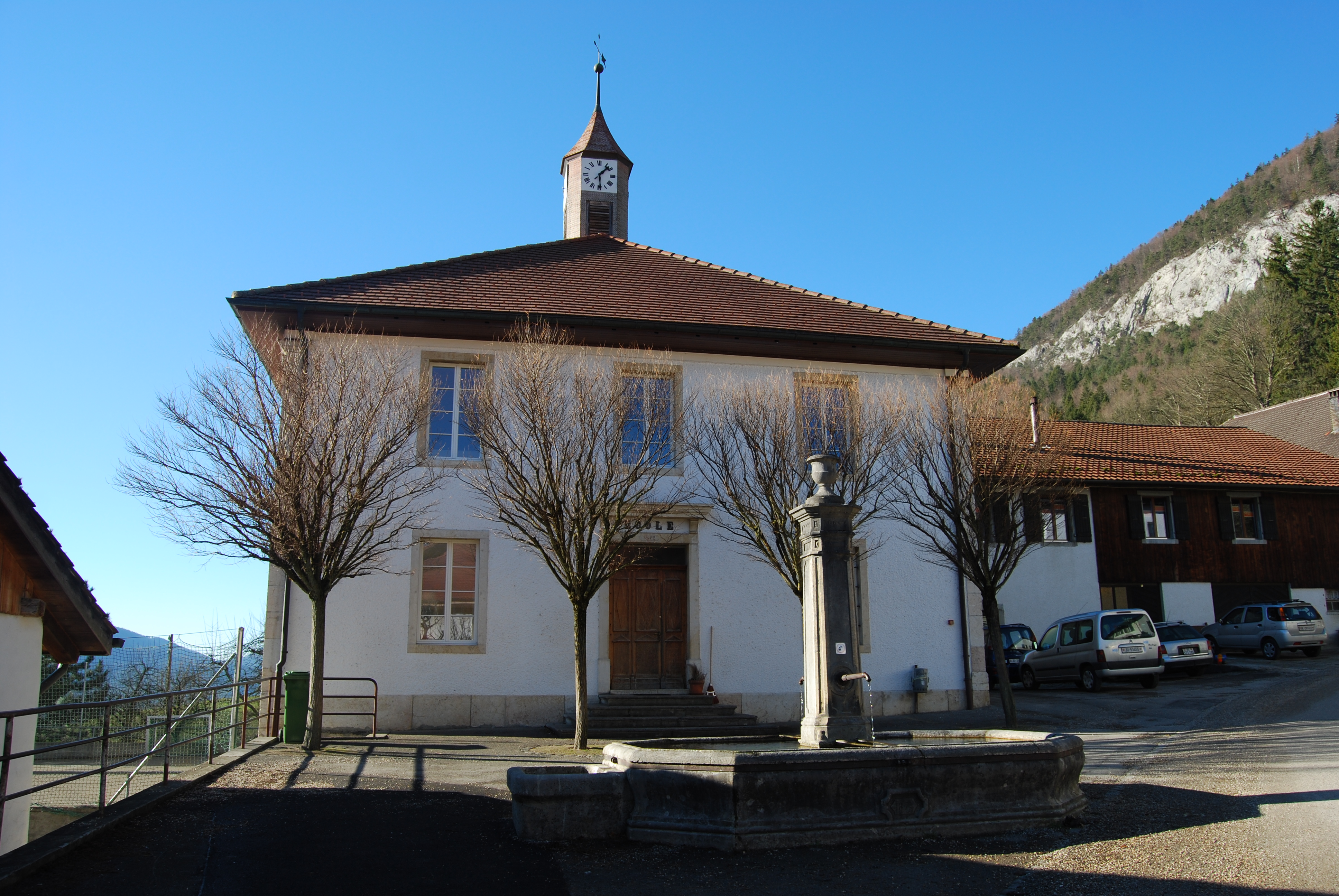
Belprahon